# Consorci Aubarca-Es Verger
El Consorci Aubarca-Es Verger és un consorci creat l'any 2001 per tal de conservar, protegir, gestionar i explotar els recursos naturals de les finques públiques de Aubarca i es Verger, al terme municipal d'Artà (Mallorca). Els membres consorciats són el Govern de les Illes Balears i l'Ajuntament d'Artà.

## Història

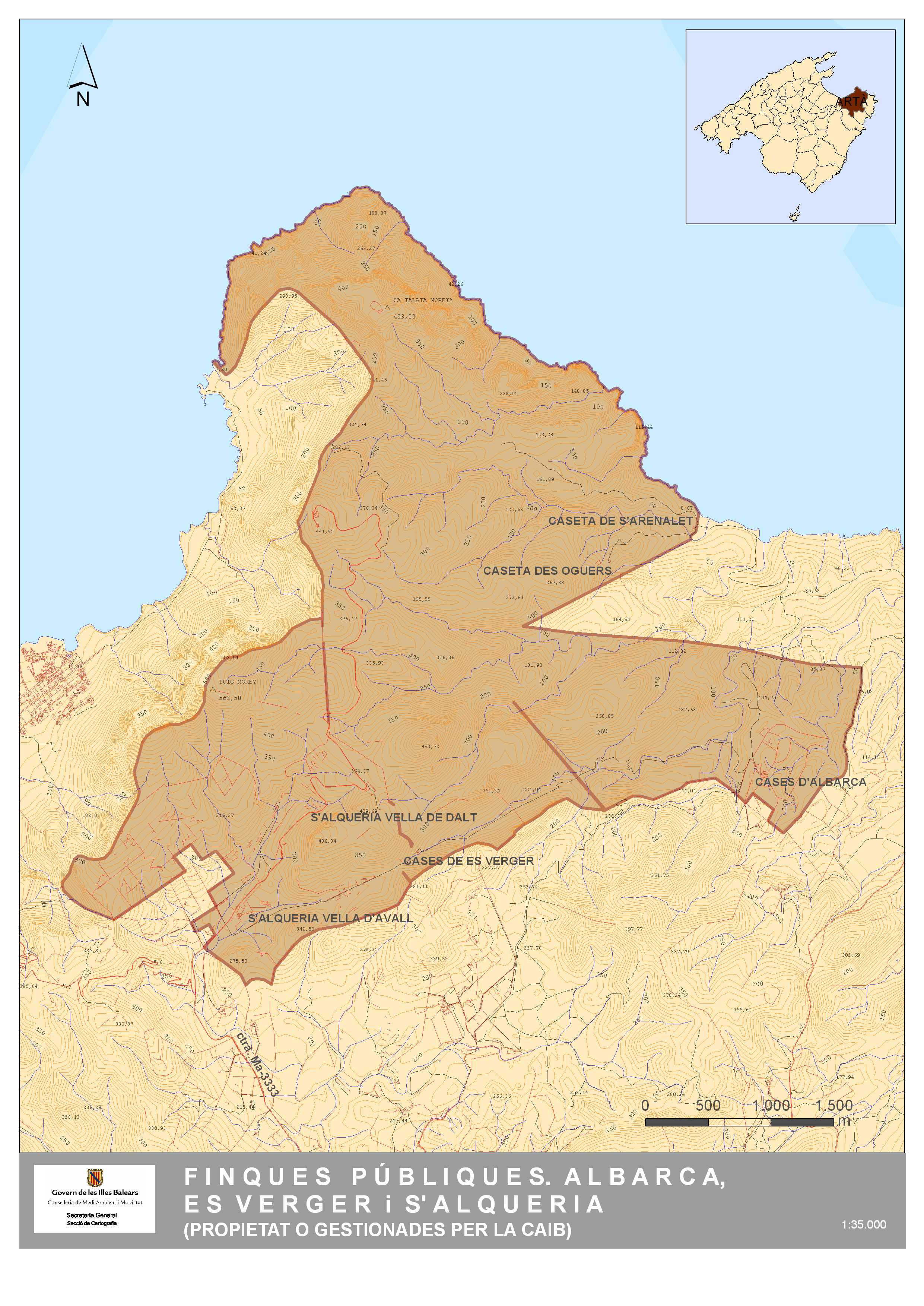
Finques públiques d'Albarca, es Verger i s'Alqueria

El Govern de les Illes Balears, el 8 de maig de 2000, va comprar les finques públiques denominades Aubarca i Es Verger, les dues dins el terme municipal d'Artà, amb destinació d'ús públic, de protecció, de recuperació de la flora i la fauna; la qual cosa crea la necessitat i provoca la conveniència de gestionar-les de manera coordinada i participativa entre els diferents ens interessats en la consecució d'aquests objectius i amb aquesta intenció de coordinació s'ha pensat, com a eina més adequada, en la figura jurídica del consorci.
Per tot això, a proposta del conseller de Presidència, i havent-ho considerat el Consell de Govern a la sessió de 6 d'abril de 2001 es va aprovar la creació del mateix mitjançant el Decret 55/2001, de dia 6 d'abril.

## Òrgans de gestió
El Consorci es regeix pels òrgans següents:
- la Junta Rectora
- el president
- la Comissió Executiva
- el gerent.

### Junta Rectora
La Junta Rectora està integrada pels membres següents:
- President: el conseller de Medi Ambient
- Vicepresident: el batle d'Artà
- Secretari: el director general de Patrimoni i Entitats Jurídiques
- Vocals: sis representants del Govern de les Illes Balears
- Un representant de l'Ajuntament d'Artà
- El director gerent, amb veu i sense vot.

### Comissió Executiva
Integren la Comissió Executiva un president, que serà el director general de Biodiversitat (membre nat), el qual podrà delegar en un altre membre de la Comissió, dos representants d'entre els membres que ho siguin en representació del Govern de les Illes Balears i un representant de l'Ajuntament d'Artà.
La Comissió té com a funcions:
- Executar els acords de la Junta Rectora que aquesta li encomani.
- Proposar a la Junta Rectora els plans i projectes del Consorci.
- Redactar-ne els pressuposts anuals.
- Supervisar les activitats i el funcionament del Consorci.
- En general, qualsevol altra que no sigui atribuïda a la Junta Rectora, o aquelles que aquest òrgan li delegui.

## Finalitats
Per mitjà de l'Acord del Consell de Govern de les Illes Balears de l'11 de febrer i del 6 d'abril del 2001, la Comunitat Autònoma de les Illes Balears va adquirir les finques rústiques d'Albarca i el Verger i de l'Alqueria Vella respectivament.
L'objecte del Consorci és la conservació, protecció, gestió i explotació dels recursos de les finques rústiques Aubarca i Es Verger del terme municipal d'Artà, propietat de la comunitat autònoma de les Illes Balears, com també de totes aquelles finques que en un futur, i amb la finalitat d'ampliar-ne la superfície, s'hi integrin.
Per a la consecució d'aquests objectius el Consorci ha d'executar, entre d'altres, les funcions següents:
- La conservació, el manteniment i l'explotació de les finques rústiques descrites i, en concret, la materialització de les tasques de conservació i restauració del patrimoni natural i etnològic de les finques.
- L'execució dels plans d'utilització de les finques.
- L'explotació dels recursos agraris i d'altres de les finques i, en concret, la recuperació i el manteniment dels usos agrícoles tradicionals.
- La gestió dels usos recreatius dels seus espais. L'educació ambiental.
- El suport i la cobertura funcional a les activitats d'investigació i recerca que es duguin a terme a les finques.
- La vigilància i protecció del territori i dels perímetres de les finques i de les seves utilitzacions.